# Římskokatolická farnost Starý Petřín
Římskokatolická farnost Starý Petřín je územní společenství římských katolíků s farním kostelem Stětí svatého Jana Křtitele ve vranovském děkanství.

## Historie farnosti
Prvním datem o existenci kaple ve Starém Petříně je rok 1506, v roce 1552 se uvádí kostel, při němž byla pravděpodobně fara. V průběhu třicetileté války fara zanikla a Starý Petřín byl přifařen do Šafova. Ve druhé polovině 18. století došlo k obnovení samostatné farnosti a přestavbě kostela.

## Duchovní správci
Od 1. srpna 1998 je administrátorem excurrendo R. D. Mgr. Milan Plíšek.
Jde o člena farního týmu FATYM.
FATYM je společenství katolických kněží, jáhnů a jejich dalších spolupracovníků. Působí v brněnské diecézi od roku 1996. Jedná se o společnou správu několika kněží nad větším množstvím farností za spolupráce laiků. Mimo to, že se FATYM stará o svěřené farnosti, snaží se jeho členové podle svých sil vypomáhat v různých oblastech pastorace v Česku.

## Bohoslužby
| Kostel                      | Místo        | Bohoslužba (den) | Hodina     | Poznámka     |
| --------------------------- | ------------ | ---------------- | ---------- | ------------ |
| Stětí svatého Jana Křtitele | Starý Petřín | neděle pondělí   | 10.20 8.00 | farní kostel |
| sv. Michala                 | Jazovice     | středa           | 16.00      | kaple        |
| Panny Marie Pomocnice       | Nový Petřín  | čtvrtek          | 16.00      | kaple        |

## Aktivity ve farnosti
Dnem vzájemných modliteb farností za bohoslovce a bohoslovců za farnosti brněnské diecéze je 13. březen. Adorační den připadá na 8. října.
FATYM vydává čtyřikrát do roka společný farní zpravodaj (velikonoční, prázdninový, dušičkový a vánoční) pro farnosti Vranov nad Dyjí, Přímětice, Bítov, Olbramkostel, Starý Petřín, Štítary na Moravě, Chvalatice, Stálky, Lančov, Horní Břečkov, Prosiměřice, Vratěnín, Citonice, Šafov, Korolupy, Těšetice, Lubnice, Lukov, Práče a Vratěnín.
Ve farnosti se koná tříkrálová sbírka, v roce 2015 se při ní vybralo v Jazovicích 2 333 korun, v Novém Petříně 1 563 korun a ve Starém Petříně 6 238 korun. V roce 2017 činil její výtěžek ve Starém Petříně 6 760 korun. O dva roky později se vybralo ve Starém Petříně 5 414 korun.